# Hans Neisser
Hans Philip Neisser (geboren 3. September 1895 in Breslau; gestorben 1. Januar 1975 in Berkeley (Kalifornien)) war ein deutsch-amerikanischer Wirtschaftswissenschaftler.

## Leben
Seine Eltern traten schon früh vom jüdischen zum protestantischen Glauben über. Seine Kindheit verbrachte er in Breslau in einem sozial engagierten Elternhaus. Nach seinem Abitur 1913 studierte er in Freiburg, München und Breslau Jura und Nationalökonomie, bis er 1917 als Soldat zum Ersten Weltkrieg einberufen wurde, an dem er bis zu dessen Ende teilnahm.
Nach dem Ende des Krieges promovierte in zwei Fachbereichen; 1919 mit einer Arbeit zur Tierhalterhaftung zum Dr. jur. und 1920 mit einer Arbeit über die Bedeutung des Gesetzes sinkender Bodenerträge zum Dr. rer. pol. Seine Ernennung zum Gerichtsassessor 1921 währte nur kurz. Angesichts der wirtschaftlichen Schwierigkeiten Deutschlands zog es ihn mehr zu den Wirtschaftswissenschaften hin. Von 1922 gehörte er als wissenschaftlicher Mitarbeiter der Sozialisierungskommission an. 1923 heiratete er Charlotte Schröter, die zwei Jahre jünger als er ist und ebenfalls aus Breslau stammte. 1923 muss er die französische Besetzung des Ruhrgebietes und deren wirtschaftlichen Auswirkungen erleben. 1925 ist er für kurze Zeit Redakteur des linksliberalen Magazins der Wirtschaft und wurde 1926 bis 1927 wieder wissenschaftlicher Mitarbeiter diesmal des Ausschusses zur Untersuchung der Erzeugungs- und Absatzbedingungen der deutschen Wirtschaft.
1927 erhielt einen Ruf als Dezernent in das Kieler Institut für Weltwirtschaft und Seeverkehr. In diesem Kreis theoretisch orientierter, statistisch arbeitenden und wirtschaftspolitisch engagierten Nationalökonomen ragte er neben Adolf Löwe und Gerhard Colm heraus. An den umfangreichen empirischen Erhebungen beteiligte er sich rege und nahm kritisch zur deutschen Geld- und Konjunkturpolitik in der Weltwirtschaftskrise Stellung. Seine Vorschläge nahmen einige Gedanken von John Maynard Keynes vorweg. Sein 1928 erschienenes Werk Der Tauschwert des Geldes, an dem er vier Jahre gearbeitet hatte, machten ihn international schlagartig bekannt und diente dazu sich in den wirtschaftlichen Staatswissenschaften zu habilitieren.
Mit der Machtübergabe an die Nationalsozialisten verloren er und Adolf Löwe ihre Lehrbefugnis aus politischen und rassischen Gründen. Beide emigrierten mit ihren Familien in die Vereinigten Staaten. An der University of Pennsylvania in Philadelphia erhielt Neisser eine Professur für Geldtheorie und war einer der ersten amerikanischen Professoren, die die von Keynes begründete makroökonomische Theorie lehrten und weiterentwickelten. Bei Kriegseintritt der Vereinigten Staaten arbeitete er von 1942 bis 1943 in der Behörde für Preisregulierung in Washington, D.C. Von 1943 bis 1965 lehrte er als Professor an der New School for Social Research in New York City. Hans Philip Neisser starb am 1. Januar im Alter von 79 Jahren in Berkeley im Bundesstaat Kalifornien, USA.

## Bedeutung
Er erkannte als einer der ersten die Bedeutung von John Maynard Keynes und ist zu den Pionieren der sogenannten Ökonometrie zu zählen. Zu der Geld- und Konjunkturtheorie lieferte er bedeutende Beiträge. Einer seiner Schüler Franco Modigliani erhielt für sein 1953 geschriebenes Werk National Incomes and International Trade 1985 den Nobelpreis für Wirtschaftswissenschaften.

## Werke
- „Zur Lehre von den Grenzen der Tierhalterhaftung“, 1919
- „Der Tauschwert des Geldes“, 1928
- „Zur Theorie des wirtschaftlichen Gleichgewichts“, 1927, Kölner sozialpolitische Vierteljahresschrift
- „Lohnsenkung als Heilmittel gegen Arbeitslosigkeit?“, 1930, Magazin der Wirtschaft
- „Kapitalbildung und Steuersystem“, Gerhard und Colm (Hrsg.), 1930
- „Des Kreislauf des Geldes“, 1931, WWA
- „Kredit und Konjunktur nach J.M. Keynes“, 1931, WWA
- „Lohnhöhe und Beschäftigungsgrad im Marktgleichgewicht“, 1932, Weltwirtschaftliches Archiv
- „Umlaufsgeschwindigkeit der Bankdepositen“, 1933, Handwörterbuch des Bankwesens
- „Öffentliche Kapitalagen in ihrer Wirkung auf Beschäftigungsgrad“, 1933, Economic Essays in honor of Gustav Cassel
- „General Overproduction“, 1934, JPE
- „Commentary on Keynes“, 1936, Social Research
- „Some International Aspects of the Business Cycle“, 1936
- „Investment Fluctuations as Causes of the Business Cycle“, 1937, Social Research
- „Permanent Technological Unemployment: Demand for commodities is not demand for labor“, 1942, AER
- „Government Net Contribution and Foreign Balance as Offset to Savings“, 1944, RES
- „The Significance of Foreign Trade for Domestic Employment“, 1946, Social Research
- „Keynes as an Economist“, 1946, Social Research
- „National incomes and international trade: a quantitative analysis with F. Modigliani“, 1953
- „Balanced Growth under Constant Returns to Scale: Some comments“, 1954, Econometrica
- „Critical Notes on the Acceleration Principle“, 1954, QJE
- „Depreciation, Replacement and Regular Growth“, 1955, EJ
- „Cyclical Fluctations and Economic Growth“, 1961, Oxford EP
- „On the Sociology of Knowledge: an essay“, 1965
- „Competitive Equilibrium: Existence and approach“, 1968, JPE
- „Are Space and Time Real?“, 1971, Philosophy and Phenomenological Research